# Moskhokhórion
Moskhokhórion (Moschochori) är en ort i Grekland.   Den ligger i prefekturen Fthiotis och regionen Grekiska fastlandet, i den centrala delen av landet, 140 km nordväst om huvudstaden Aten. Moskhokhórion ligger 14 meter över havet och antalet invånare är 822.
Terrängen runt Moskhokhórion är varierad.Runt Moskhokhórion är det glesbefolkat, med 20 invånare per kvadratkilometer. Närmaste större samhälle är Lamia, 8,1 km norr om Moskhokhórion. == Kommentarer ==
1. ↑  Framräknat ur höjduppgifter (DEM 3") från Viewfinder Panoramas.[2] Mer om algoritmen finns här: Användare:Lsjbot/Algoritmer.
2. ↑  Framräknat ur variansen i alla höjduppgifter (DEM 3") från Viewfinder Panoramas, inom 10 km radie.[2] Mer om algoritmen finns här: Användare:Lsjbot/Algoritmer.